# Karl Pärsimägi
Karl Pärsimägi (Oe, 11 maggio 1902 – Auschwitz, 27 luglio 1942) è stato un pittore fauvista estone.

## Biografia
Karl Pärsimägi nacque ad Oe nel 1902 e all'età di diciassette anni combatté durante la guerra d'indipendenza estone. Successivamente si trasferì a Tartu e, nonostante la contrarietà del padre, cominciò a studiare arte alla Kõrgem Kunstikool Pallas. La maggiore influenza sulla sua produzione artistica è sicuramente quella dei fauve, anche se mitigata dalle influenze del folclore estone e del suo maestro Konrad Mägi. Tra i suoi insegnanti si annoveravano alcuni dei maggiori artisti estoni del periodo, tra cui Ado Vabbe e Nikolai Triik. Nel 1923 viaggiò in Germania e tenne la sua prima mostra.
Dopo essersi riconciliato con il padre, nel 1937 si trasferì a Parigi per perfezionarsi all'Académie Colarossi e in questo periodo la sua opera comincia ad essere influenzata dallo stile di Cézanne. Con lo scoppio della seconda guerra mondiale e l'invasione russa dell'Estonia, Pärsimägi decise di rimanere a Parigi e nel 1941 fu arrestato dalla Gestapo e deportato prima al campo di internamento di Drancy e poi al campo di concentramento di Auschwitz. Le ragioni del suo arresto rimangono ignote ed esso potrebbe essere stato causato dal tentativo di Pärsimägi di nascondere un amico ebreo, dalla sua appartenenza alla resistenza francese o forse per il suo orientamento sessuale. Fu ucciso ad Auschwitz l'anno successivo.
Sono sopravvissute circa cinquecento opere tra dipinti, acquerelli, disegni, monotipi e xilografie. A causa della sua partecipazione alla guerra d'indipendenza estone, il riconoscimento in patria fu tardivo: il lascito del pittore fu ignorato durante il resto dell'esistenza dell'Unione Sovietica e la sua opera fu riscoperta soltanto negli anni 1990. Nel 2002 il centenario della sua nascita fu commemorato con una retrospettiva dal Tartu Kunstimuuseum della città di Tartu, che ancora ospita molte delle sue opere. Dal 2015 un suo quadro, "Ragazza con luna", è stato commemorato con un francobollo estone.

## Galleria d'immagini

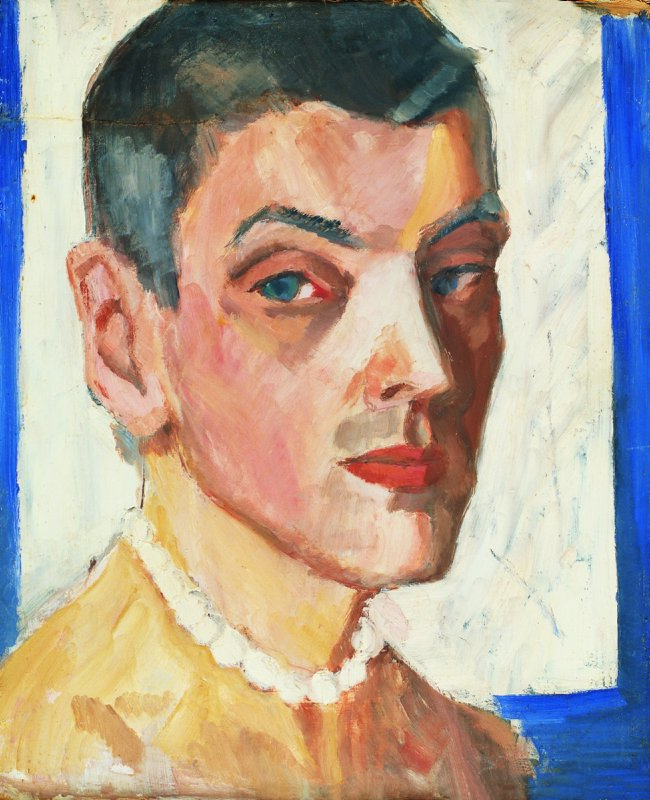
Autoritratto con perle
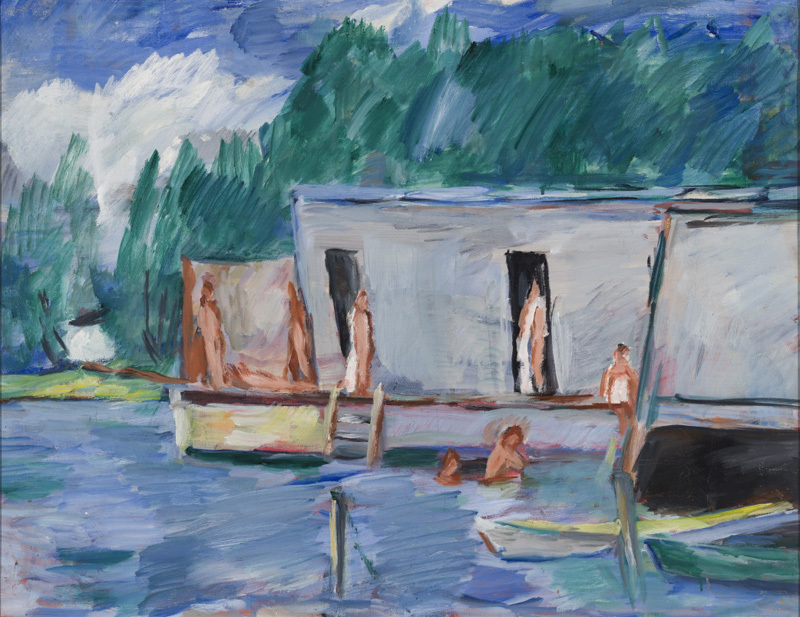
Bagnanti
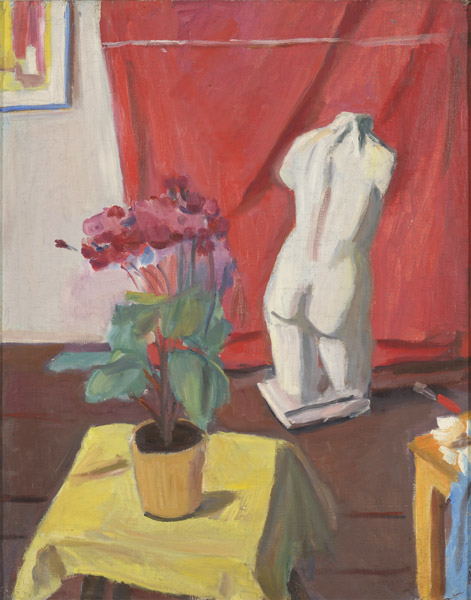
Natura morta
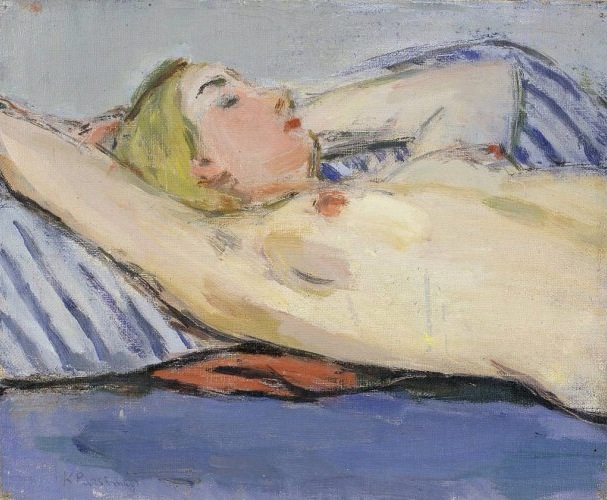
Nudo femminile reclinato
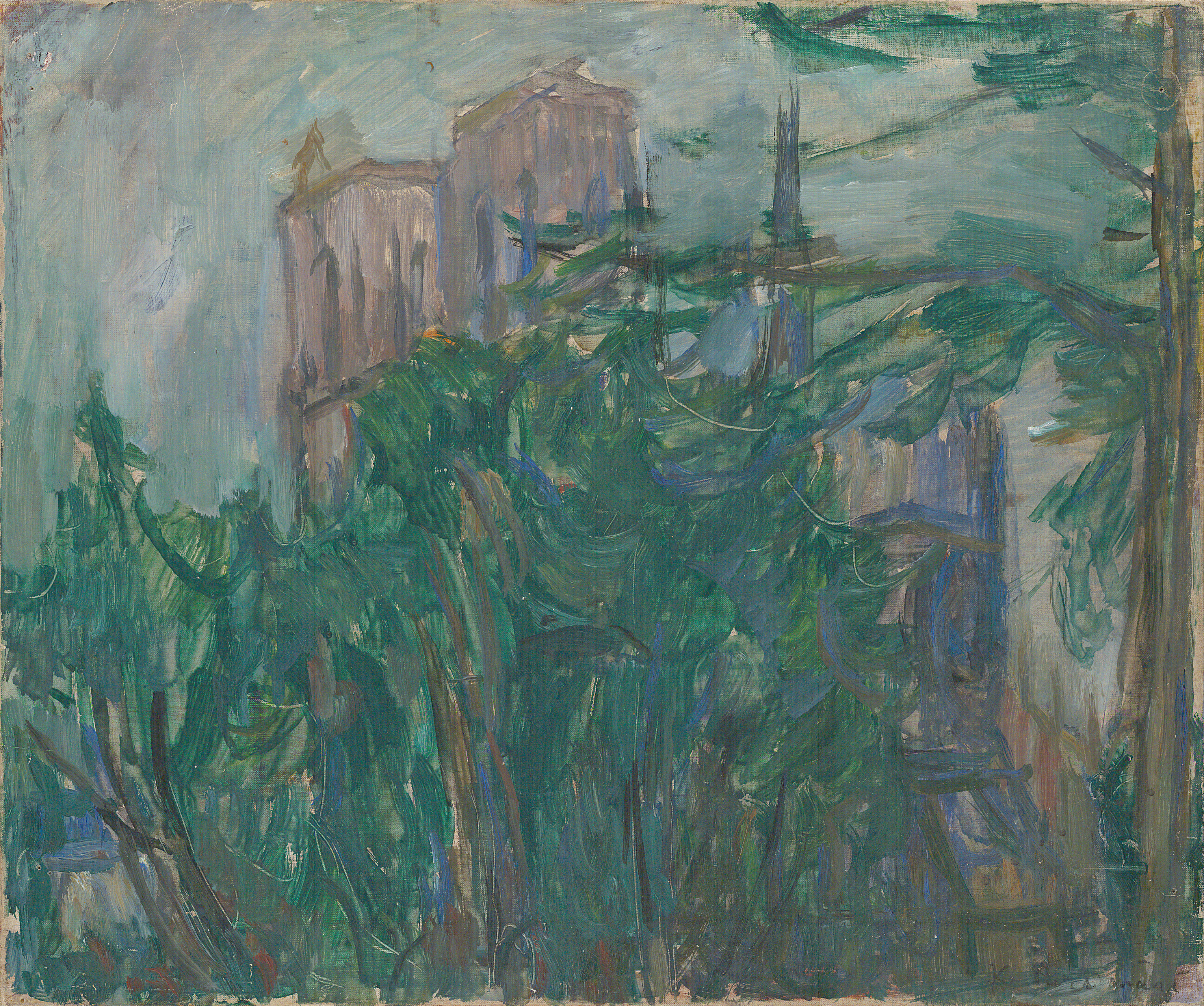
Notre-Dame de Paris